# ليزا بريكينريدغ
ليزا بريكينريدغ (بالإنجليزية: Lisa Breckenridge)‏ هي صحفية أمريكية، ولدت في 27 مايو 1965 في لودي في الولايات المتحدة.